# آتوسا حجازی
آتوسا حجازی، بازیکن پیشین تیم ملی فوتسال زنان ایران ، ومربی فعلی فوتسال است. وی  تنها دختر ناصر حجازی مربی و دروازه‌بان تیم استقلال (تاج) است. او جزو اولین نسل بازیکنان تیم ملی فوتسال زنان بود که سال ۱۳۷۵ تشکیل شد. آتوسا حجازی  یک دوره خانم گل لیگ فوتسال زنان ایران شد.

## خط خوردن از تیم‌ملی
آتوسا حجازی در حالیکه از ملی پوشان ثابت ایران بود نامش  به شکل ابهام‌آمیزی  در میان دعوت شدگان به اردوی تیم ملی دیده نشد و در میان تعجب از تیم ملی خط خورد و امکان ادامه فعالیت به او داده نشد. بسیاری معتقدند مهم‌ترین عامل این بود که آتوسا فرزند ناصر حجازی است، این برکناری بدون توضیح بود و آتوسا حجازی در اوج آمادگی تنها با ۱۲ بازی ملی از تیم ملی ایران کنار گذاشته شد.

## بازگشت به عنوان مربی
او پس از چهارسال دوری از تمامی فعالیتهای ورزشی، در پاییز ۱۳۹۴ تصمیم به بازگشت به فوتسال گرفت.
آتوسا حجازی در فروردین سال ۱۳۹۵ مربیگری تیم فوتسال هنرمندان زن شامل پرستو صالحی، آزاده زارعی و شراره رخام را به عهده گرفت. او همچنین کاپیتان تیم «یاران حجازی» است که به انگیزه زنده نگه داشتن نام پدرش ناصر حجازی و همچنین حضور و بیان قدرت فوتبال زنان ایرانی ایجاد کرده است.

## شرکت در تورنمت آلمان
در شهریور ۱۳۹۵ به همراه تیمش در تورنمنتی در آلمان شرکت کرد و با آنگلا مرکل، صدراعظم آلمان دیدار کرد.
او معتقد است که تیم او باید به صورت جدی‌تر وارد مسابقات رسمی فوتبال شود. او در حال حاضر مربی فوتسال زنان است ولی احتمال دارد پس از قهرمانی فوتسال زنان ایران در مسابقات آسیایی در سال ۲۰۱۵، او نقش بیشتری درکمیته اجرایی فوتسال بانوان ایران داشته باشد.

## زندگی خانوادگی
همسر او سعید رمضانی بازیکن سابق باشگاه فوتبال ذوب آهن و تنها فرزند آنان امیر ارسلان (متولد ۱۳۹۰) است.